# Amabie
Amabie (アマビエ) là một nàng tiên cá hay người cá Nhật Bản có ba chân, người được cho là xuất hiện từ biển và tiên tri về một vụ mùa bội thu hoặc một bệnh dịch.

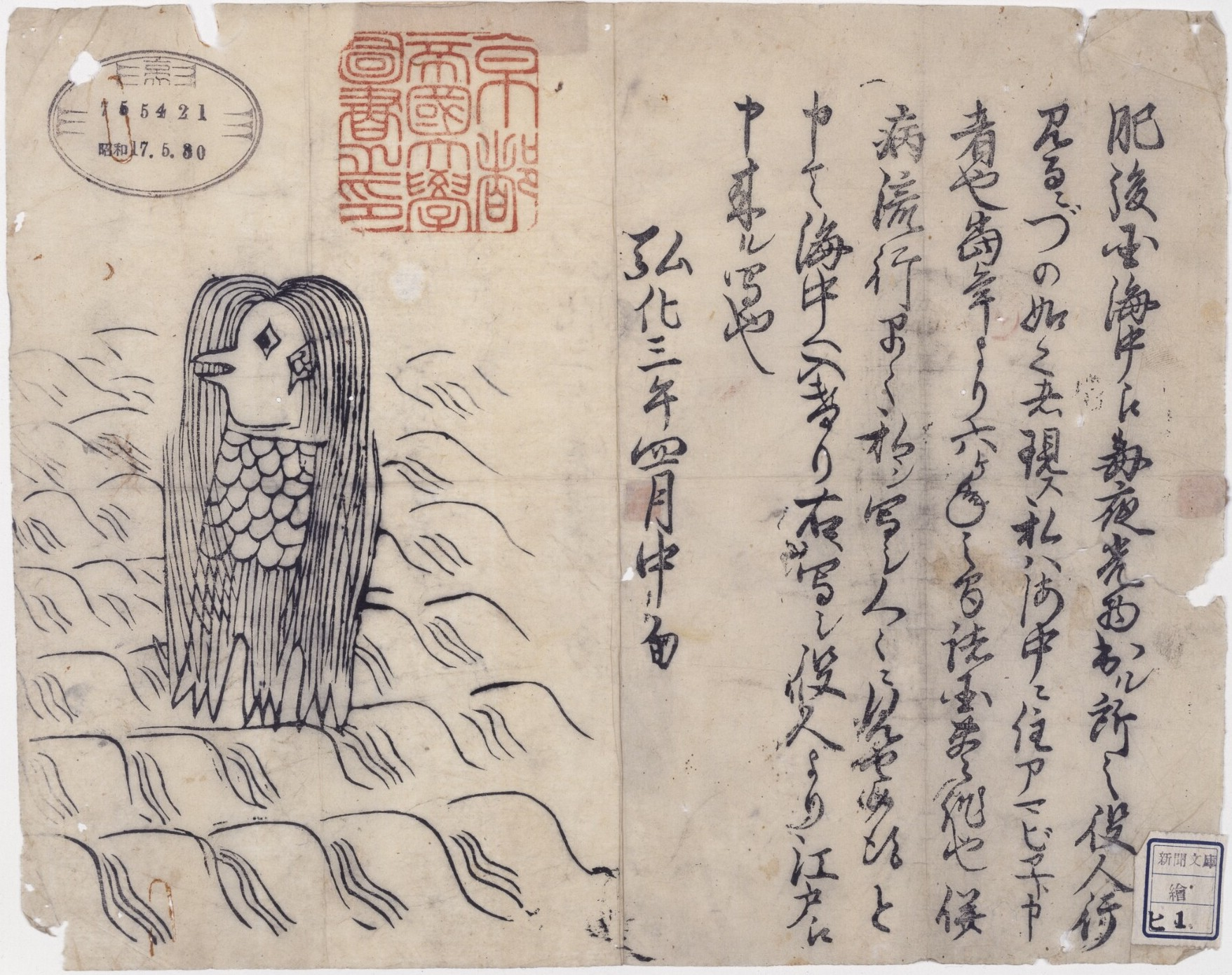
Một amabie. In mộc bản, cuối thời Edo. (liên kết)

Nó dường như là một biến thể của amabiko (アマビコ, 海彦, 尼彦, 天日子, 天彦, あま彦 also amahiko)  hay còn gọi là các amahiko-nyūdo (尼彦入道)  và arie (アリエ)  được mô tả như vượn, giống chim, hay không có thân (giống động vật chân đầu), và thường có 3 chân.

## Truyền thuyết
Một amabie xuất hiện ở tỉnh Higo (tỉnh Kumamoto) theo truyền thuyết, vào khoảng giữa tháng thứ tư, vào năm Kōka -3 (giữa tháng 5 năm 1846) trong thời kỳ Edo. Một vật thể phát sáng đã được phát hiện trên biển, hầu như trên cơ sở hàng đêm. Quan chức của thị trấn đã đến bờ biển để điều tra và chứng kiến amabie. Theo bản phác thảo của quan chức này, nó có mái tóc dài, miệng giống như mỏ chim, được phủ vảy từ cổ trở xuống và ba chân. Phát biểu với quan chức, nó tự nhận mình là một amabie và nói với anh ta rằng nó sống ở biển khơi. Nó tiếp tục đưa ra một lời tiên tri: "Thu hoạch tốt sẽ tiếp tục trong sáu năm kể từ năm hiện tại;  nếu bệnh lây lan, hãy vẽ một bức tranh của tôi và đưa bức tranh của tôi cho những người bị bệnh và họ sẽ được chữa trị." Sau đó, nó trở lại biển. Câu chuyện được in trong kawaraban  (bản tin in mộc bản), nơi in chân dung của nó, và đây là cách câu chuyện phổ biến ở Nhật Bản. 

## Nhóm Amabiko

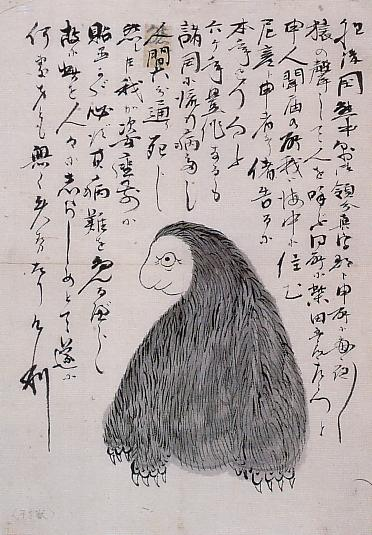
Amabiko (尼彦) tranh ở Higo, tài sản của Kōichi Yumoto

Chỉ có một ghi chép duy nhất của một amabie, mà ý nghĩa của nó là không chắc chắn. Người ta đã phỏng đoán rằng amabie này chỉ đơn giản là một sự nhầm lẫn của "amabiko",  low  một sinh vật yêu quái có thể được coi là giống hệt nhau.  Giống như amabie, amabiko là một sinh vật tiên tri nhiều chân quy định việc thể hiện khả năng nghệ thuật của nó để bảo vệ chống lại bệnh tật hoặc cái chết.
Có ít nhất 9 ghi chép về amabiko or amahiko (尼彦)    (var. tiếng Nhật: 海彦, 天彦) còn tồn tại (tính amabie). Bốn mô tả xuất hiện ở tỉnh Higo, một báo cáo về Amabiko Nyūdo (尼彦入道 "the amahiko monk")  ở tỉnh Hyuga lân cận (quận Miyazaki).  Ngoài những nhóm ở phía nam, hai người được địa phương hóa ở tỉnh Echigo ở phía bắc.   
Phiên bản không bụng: Một minh họa bản thảo của một cuộc gặp gỡ năm 1844 ở Echigo  mô tả một thay vật thân mềm -like amabiko bao gồm một đầu với ba phụ dài phát triển ra khỏi nó, và hầu như không có thân. Nó có "lông ngắn mọc ra từ toàn bộ cơ thể bao gồm cả khuôn mặt, với đôi tai giống con người, đôi mắt tròn và cái miệng hơi nhô ra". Sinh vật này đã làm chết 70% dân số Nhật Bản vào năm đó, có thể được ngăn chặn bằng hình ảnh của nó.
Phiên bản giống vượn: Một amabiko (尼彦) giống như amabiko (尼彦)  của tỉnh Higo xuất hiện trong một bức tranh thuộc sở hữu của Kōichi Yumoto,  một người có thẩm quyền trong nghiên cứu về yêu quái này. Văn bản của nó liên quan đến việc tiếng vượn nghe được vào ban đêm được theo dõi bởi một Shibata Hikozaemon, người đã phát hiện ra amabiko này. Yumoto khẳng định bức tranh này mô tả một con vật đi bằng 4 chân.  Nhưng cũng có những bản sao in amabiko giống như vượn, với văn bản đi kèm rất giống nhau,  low  được xem là chỉ có 3 chân, theo báo cáo của Yūbin Hōchi Shinbun  Bài báo của  ngày 10 tháng 6 năm 1876. Các ghi chép của cả hai đều xác định việc nhìn thấy sinh vật giống vượn tại Mana-kōri[?] (眞字郡), một quận không tồn tại ở tỉnh Higo. 

## COVID-19

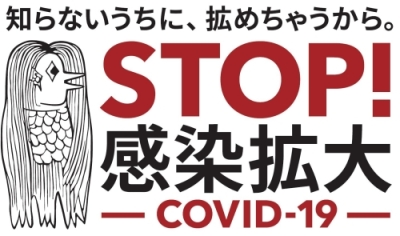
DỪNG LẠI! Kansen Kakudai - COVID-19 là một poster của Bộ Y tế, Lao động và Phúc lợi.

Trong đại dịch COVID-19, amabie trở thành chủ đề phổ biến trên Twitter tại Nhật Bản. Các họa sĩ manga (ví dụ, Chica Umino, Mari Okazaki và Toshinao Aoki) đã xuất bản các phiên bản hoạt hình của amabie trên mạng xã hội. Tài khoản Twitter của Orochi Do, một cửa hàng nghệ thuật chuyên về cuộn giấy treo vẽ hình yêu quái, được cho là người đầu tiên, đã tweet "một biện pháp đối phó với coronavirus mới" vào cuối tháng 2 năm 2020.

## Sách tham khảo
- Murakami, Kenji (村上健司) [bằng tiếng Nhật], biên tập (1999), Yōkai jiten 妖怪事典 [Dictionary of yōkai], 毎日新聞社, tr. 23–24, ISBN 978-4-620-31428-0
- Nagano, Eishun (長野栄俊) (2005), "Yogenjū amabiko—amabiko wo tegakari ni" 予言獣アマビコ考—「海彦」をてがかりに [Consideration on prophetic beast amabiko—using umibiko as hint] (PDF), Jakuetsu Kyōdoshi Kenkyū (若越郷土研究), 49 (2): 1–30, Bản gốc (PDF) lưu trữ ngày 16 tháng 8 năm 2016, truy cập ngày 29 tháng 6 năm 2016
- Yumoto, Kōichi (湯本豪一) [bằng tiếng Nhật] (2005). Nihon genjū zukan 日本幻獣図鑑 [Japan imaginary beasts illustrated] (bằng tiếng Nhật). Kawaide Shobo. ISBN 978-4-309-22431-2.
- Yumoto, Kōichi (湯本豪一) (1999). Meiji yōkai shimbun 明治妖怪新聞 [Meiji era yōkai newspaper] (bằng tiếng Nhật). Kashiwa Shobo. tr. 196–198. ISBN 978-4-7601-1785-7.